# Собчик, Катажина

Выступление певицы в Ополе (1970)

Катажина Собчик или Кася Собчик (настоящее имя и фамилия — Казимира Савицка (Собчик)) (пол. Katarzyna Sobczyk, (21 февраля 1945, Тычин — 28 июля 2010, Варшава) — одна из популярнейших польских эстрадных певиц в стиле биг-бит.

## Биография
Дебютировала в 1961 году в Кошалине как солистка любительской группы «Biało-Zieloni» при воеводском доме культуры. В 1963 г. успешно выступила на II Фестивале молодых талантов в Щецине.
В начале выступала с ансамблем «Czerwono-Czarni» (1964—1972 гг.), затем пела вместе с мужем Генриком Фабианом и ансамблем «Wiatraki». В начале 1980-х годов концертировала в США. Вернувшись на родину, начала сольную карьеру.
Лауреатка фестивалей в Ополе (1964, 1965, 1966, 1967) и Колобжеге (1980).
Наиболее популярные песни в исполнении певицы: «O mnie się nie martw», «Trzynastego», «Nie bądź taki szybki Bill», "Nie wiem, czy to warto", "Mały książę" и др.
С 1992 г. жила в Чикаго (США), где записала два соло-диска «Ogrzej mi serce» и «Niewidzialne». В 2008 г. вернулась в Польшу.
Умерла 28 июля в варшавском хосписе после тяжелой болезни (рак груди).
Похоронена на варшавском кладбище Старые Повонзки.
В августе 2010 г. была награждена медалью «За заслуги в культуре Gloria Artis».
Была матерью известного польского гитариста и рок-композитора Сергиуша Фабиана Савицкого (1975 - 2013).

## Избранная дискография
- K. Sobczyk & Czerwono-Czarni: Zakochani są sami na świecie
- Platynowa Kolekcja: Kasia Sobczyk
- Mały książę
- Nie bądź taki szybki Bill
- O mnie się nie martw
- Biedroneczki są w kropeczki
- Nie wiem, czy to warto
- Trzynastego
- Był taki ktoś
- To nie grzech
- Cztery maki